# Nintendo Switch Lite
Nintendo Switch Lite é um console portátil da Nintendo. Foi lançado em 20 de setembro de 2019 como uma versão exclusivamente portátil e de menor custo do Nintendo Switch. O console suporta a maioria dos jogos do videogame original e possui diversas cores personalizadas.

## História

### Premissa
De acordo com o site The Wall Street Journal, o objetivo da Nintendo com o Switch Lite era produzir uma unidade abaixo de US$ 200, voltada para gamers casuais. Para isso, a Nintendo negociou preços reduzidos de seus fornecedores de componentes.
O Switch Lite é uma unidade portátil, integrando botões e analógicos na unidade principal, em vez dos controles Joy-Con que podem ser destacados. O sistema usa uma tela menor de 5,5 polegadas (14 cm). Por causa da integração dos controles, o Switch Lite é limitado a jogos que podem ser jogados no modo portátil; enquanto a maioria dos jogos na biblioteca do Nintendo Switch são compatíveis, alguns jogos, como 1-2-Switch, exigem um Joy-Con separado para ser usado.

### Lançamento
O Switch Lite foi anunciado em 10 de julho de 2019 e lançado mundialmente em 20 de setembro de 2019. No Brasil, o console foi lançado oficialmente em 1 de outubro de 2021. O console possui três cores: amarelo, cinza e turquesa. O jogo The Legend of Zelda: Link's Awakening foi lançado no mesmo dia do Switch Lite. Uma versão especial do jogo Pokémon Sword e Pokémon Shield com figuras dos Pokémons Zacian e Zamazenta foi comercializada em 8 de novembro de 2019, uma semana antes do lançamento do jogo. A cor coral foi lançada mais tarde em 3 de abril de 2020 no resto do mundo. Uma cor azul foi lançada em 7 de maio de 2021 na Europa e em 21 de maio do mesmo ano no resto do mundo. A edição limitada especial de Dialga e Palkia será lançada em 5 de novembro de 2021, 14 dias antes do lançamento de Pokémon Brilliant Diamond e Pokémon Shining Pearl. Esta edição especial homenageia a edição original do Nintendo DS de Dialga e Palkia de 2006.

## Hardware
Sua tela possui dimensões de 5,5 polegadas e rodam na resolução HD (720p) com uma densidade de pixels maior que seu antecessor contando com 267 dpi (densidade de pixels) para uma jogatina mais realista. Ele é mais leve que o modelo original, pesando cerca de 276 g para longas horas de jogatina no modo portátil. A duração de bateria foi levemente alterada em comparação aos modelos anteriores. Veja abaixo a comparação.
- Switch 1ª geração - De 2,5 horas a 6,5 horas;
- Switch 2ª geração - De 4,5 horas a 9 horas;
- Switch Lite - De 3 horas a 7 horas.

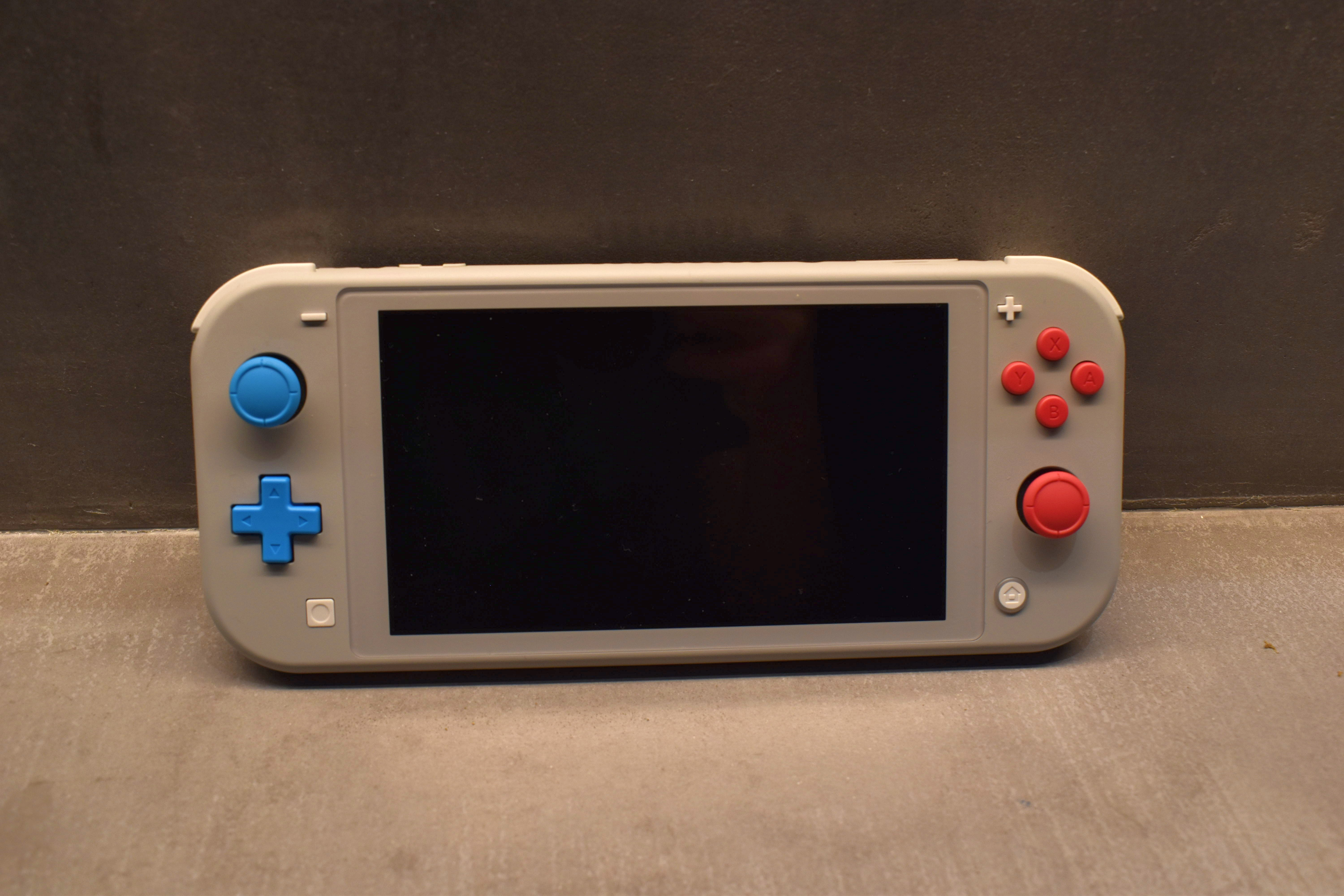
Nintendo Switch Lite Edição Limitada Zacian e Zamazenta

Os controles também são menores, porém mais confortáveis que os controles da versão do Switch convencional, o aparelho também é revestido em uma textura emborrachada para ficar mais fácil de segurar.